# ربيع الذعر (رواية)
ربيع الذعر (بالإنجليزية: Panic Spring)‏ هي رواية للكاتب البريطاني لورانس داريل، نشرت عام 1937، عن دار نشر فابر آند فابر.